# Кариончелета (Ферара)
Кариончелета (итал. Carioncelletta) је насеље у Италији у округу Ферара, региону Емилија-Ромања.
Према процени из 2011. у насељу је живело 28 становника. Насеље се налази на надморској висини од 9 м.